# Pickova formula
Pickova formula ili Pickov teorem je relacija u eulidskoj geometriji koja služi za računanje površine mnogokuta koji je smješten u kvadratnoj mreži te kojemu su svi vrhovi u točkama, odnosno sjecištima te mreže (dakle, to su točke s cjelobrojnim koordinatama).
Ovaj važan geometrijski poučak prvi je iskazao austrijski matematičar Georg Alexander Pick 1899. godine.
Teorem kaže da vrijedi {\displaystyle P={\frac {r}{2}}+u-1}, gdje je {\displaystyle r} broj točaka s cjelobrojnim koordinatama na rubu mnogokuta, {\displaystyle u} broj točaka s cjelobrojnim koordinatama unutar mnogokuta, a {\displaystyle P} površina tog mnogokuta u kv. jed. (kvadratnim jedinicama).

## Zanimljivosti
Ovaj se teorem može koristiti kao baza pri dokazivanju poznate Eulerove formule za poliedre, iako se češće postupa obratno, tj. češće se Eulerovom formulom za poliedre dokazuje Pickova formula.